# Jaylen Martin
Jaylen Martin (Quincy, 28 de janeiro de 2004) é um jogador norte-americano de basquete profissional que atualmente joga no Brooklyn Nets da National Basketball Association (NBA) e do Long Island Nets da G-League.

## Carreira no ensino médio
Martin jogou basquete no ensino médio na Florida State University High School em Tallahassee, Flórida, sob o comando do técnico Charlie Ward, ex-jogador da NBA.
Saindo do ensino médio, Martin foi um recruta muito bem classificado na Classe de 2022. Ele foi classificado como um recruta de 4 estrelas pelos serviços de recrutamento da ESPN e da 247Sports.
Apesar de receber ofertas universitárias de Flórida, Geórgia, Georgetown, Wake Forest, Cincinnati, Texas Tech e Ole Miss, ele se comprometeu a jogar profissionalmente na liga Overtime Elite.

## Carreira profissional

### YNG Dreamerz (2022–2023)
Martin começou sua carreira profissional jogando pelo YNG Dreamerz da liga Overtime Elite. Ele terminou em segundo na votação de MVP da Overtime Elite e levou o Dreamerz à final da liga, perdendo para o City Reapers.

### Westchester Knicks (2023–2024)
Depois de não ser selecionado no draft da NBA de 2023, Martin assinou um contrato bidirecional com o New York Knicks em 3 de julho de 2023, mas foi dispensado em 18 de outubro. Em 9 de novembro, ele foi anunciado como parte do elenco do Westchester Knicks e em 27 de novembro, ele assinou outro contrato bidirecional com Nova York. No entanto, ele foi dispensado em 23 de dezembro sem jogar por Nova York e retornou a Westchester.

### Brooklyn / Long Island Nets (2024–Presente)
Em 21 de fevereiro de 2024, Martin assinou um contrato bidirecional com o Brooklyn Nets.